# 荣玉德
荣玉德（1914年—1984年12月11日），男，江苏无锡人，中国工商业者，曾任河南省工商业联合会主任委员，河南省政协副主席，第六届全国政协委员。